# Blei(II)-nitrat
Blei(II)-nitrat, ein weißer, kristalliner Feststoff, ist das Blei(II)-salz der Salpetersäure. Blei(II)-nitrat ist ein starkes Oxidationsmittel. Es ist im Gegensatz zu anderen Bleisalzen gut in Wasser löslich. Aus diesem Grund ist es giftig.

## Darstellung

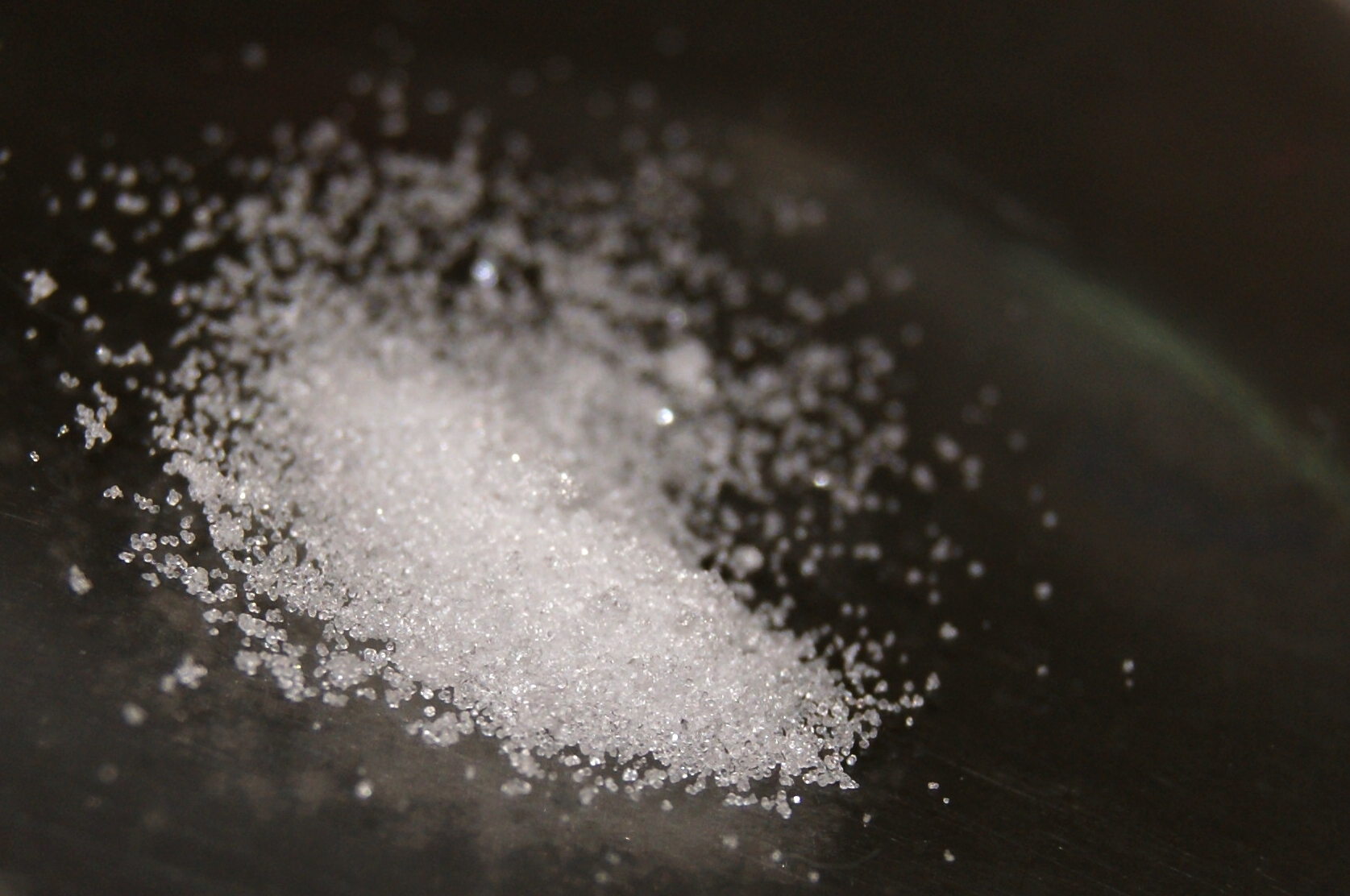
Blei(II)-nitrat

Blei(II)-nitrat entsteht bei der Reaktion von heißer, verdünnter Salpetersäure mit (1) Blei oder (2) Blei(II)-oxid:
{\displaystyle \mathrm {1)\ 3\ Pb+8\ HNO_{3}\longrightarrow 3\ Pb(NO_{3})_{2}+4\ H_{2}O+2\ NO} }
{\displaystyle \mathrm {2)\ PbO+2\ HNO_{3}\longrightarrow Pb(NO_{3})_{2}+H_{2}O} }
Aus den Lösungen kristallisiert es in großen, wasserklaren Kristallen aus.
Die Umsetzung von Blei(II)-carbonat mit Salpetersäure liefert ebenso Blei(II)-nitrat unter Bildung von Kohlenstoffdioxid:
{\displaystyle \mathrm {PbCO_{3}+2\ HNO_{3}\longrightarrow Pb(NO_{3})_{2}+CO_{2}+H_{2}O} }

## Eigenschaften

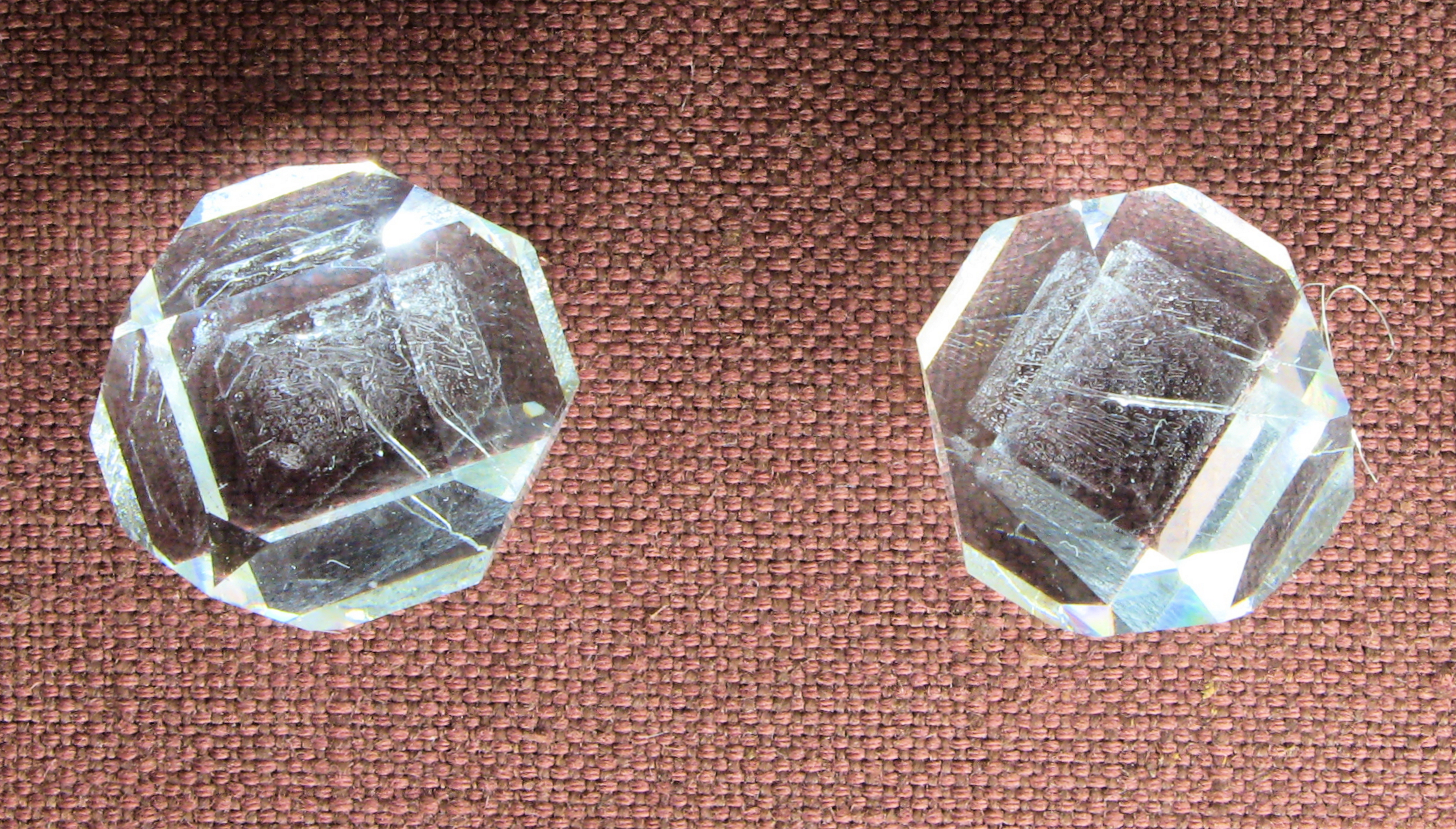
Farblose Zuchtkristalle aus Blei(II)-nitrat, ausgestellt im GeoMuseum Köln

Im Gegensatz zu vielen anderen Blei(II)-salzen wie Blei(II)-chlorid oder Blei(II)-sulfat ist Blei(II)-nitrat gut in Wasser löslich.
Erhitzt man Blei(II)-nitrat bis zu seiner Zersetzungstemperatur von 470 °C, so zerfällt es unter Bildung von Stickstoffdioxid, Sauerstoff und Blei(II)-oxid:
{\displaystyle \mathrm {2\ Pb(NO_{3})_{2}\longrightarrow \ 2\ PbO+4\ NO_{2}+O_{2}} }
Daher ist diese chemische Reaktion im Labor zur Bildung geringer Mengen des Gases Stickstoffdioxid geeignet.
Wegen der Sauerstoff-Freisetzung wird Blei(II)-nitrat bei der Synthese von Farbstoffen als Oxidationsmittel eingesetzt.

## Toxizität
Bleinitrat ist gesundheitsschädlich, fruchtschädigend und kann möglicherweise die Fortpflanzungsfähigkeit beeinträchtigen. Es kann, wenn auch nur in vernachlässigbarer Menge, durch die Haut aufgenommen werden. Außerdem geht von ihm eine Gefahr für die Umwelt aus, da es giftig für Wasserorganismen ist.

## Verwendung
Verwendung findet Blei(II)-nitrat weiterhin bei der Herstellung von Textilbeizen, Zündmischungen für Explosivstoffe, Ätzlösungen und zur Perlmuttfärbung.